# Russula subsect. Roseinae
Russula subsect. Roseinae ist eine Untersektion aus der Gattung Russula, die innerhalb der Sektion Lilacea steht (Sektion Incrustatae oder Untergattung Incrustatula bei Romagnesi). Die Untersektion wurde ursprünglich von Rolf Singer definiert, aber erst 1998 von Mauro Sarnari gültig beschrieben.
Die Typart ist Russula aurora (Synonym: R. velutipes), der Netzflockige Rosa-Täubling.

## Merkmale
Bei den Vertretern der Untersektion handelt es sich meist um mittelgroße bis kleinere Arten, deren Hüte meist rötlich oder lachsfarben bis rosa, manchmal auch teilweise orange gefärbt sind. Die Mitte kann bisweilen mehr oder weniger cremefarben ausblassen. Lila, bläuliche oder olivgrüne Farbtöne kommen aber niemals vor. Die Huthaut ist oft bereift oder samtig und meist mehr oder weniger angewachsen und oft nur schwer abziehbar. Der Stiel ist meist weiß, aber manchmal auch rosa überlaufen. Das Stielfleisch färbt sich mit Sulfovanillin lebhaft und andauernd eosinrot, besonders auf getrocknetem Herbarmaterial. Bei frischen Exemplaren färbt sich die Stielspitze oft nur rosa. Mit Guajak verfärbt sich das Fleisch bläulich. Das Sporenpulver ist weißlich bis cremeweiß.
Die Huthaut enthält Primordialhyphen, also Hyphen, auf deren Zellwand eine wachsartige Schicht aufgelagert ist, die mit Fuchsin angefärbt werden kann und den Farbstoff beim anschließenden Entfärben mit verdünnter Salzsäure nicht wieder abgibt.
Pileozystiden konnten hingegen nicht nachgewiesen werden. Die Täublinge bilden vorwiegend bis ausschließlich mit Laubbäumen eine Mykorrhiza aus.

### Mykorrhizaanatomie
Die Ektomykorrhizen sind regelmäßig monopodial-fiedrig verzweigt und hell rotbraun gefärbt mit glatter Oberfläche. Die äußeren Mantelschichten sind pseudoparenchymatisch, das heißt, sie bestehen aus irregulär geformten, puzzleteilartig ineinandergreifenden Zellen. Die gloeopleren Zellen, das sind Hyphen mit ölig gelblichem Inhalt, verfärben sich mit Sulfovanillin schwach gräulich. Das Hyphennetz besteht aus geweihartig verzweigten Hyphen, mit wenigen nadelförmigen Auswüchsen, die in eine gelatinöse Matrix eingebettet sind. Alle Septen sind einfach, Schnallen fehlen.
| Deutscher Artname           | Wissenschaftlicher Artname | Autor                  |
| --------------------------- | -------------------------- | ---------------------- |
| Netzflockiger Rosa-Täubling | Russula aurora             | (Krombh.) Bres. (1892) |
| Falscher Zinnober-Täubling  | Russula lepidicolor        | Romagn. (1962)         |
| Kleiner Rosa Täubling       | Russula minutula           | Velen. (1920)          |
| (keiner)                    | Russula uncialis           | Peck (1906)            |